# Distoneura mediofracta
Distoneura mediofracta är en fjärilsart som beskrevs av Louis Beethoven Prout 1916. Distoneura mediofracta ingår i släktet Distoneura och familjen mätare. Inga underarter finns listade i Catalogue of Life.